# BSPH1
BSPH1 (англ. Binder of sperm protein homolog 1) – білок, який кодується однойменним геном, розташованим у людей на довгому плечі 19-ї хромосоми. Довжина поліпептидного ланцюга білка становить 132 амінокислот, а молекулярна маса — 15 693.
| 10         |  | 20         |  | 30         |  | 40         |  | 50         |
| ---------- |  | ---------- |  | ---------- |  | ---------- |  | ---------- |
| MGSLMLLFVE |  | TTRNSSACIF |  | PVILNELSST |  | VETITHFPEV |  | TDGECVFPFH |
| YKNGTYYDCI |  | KSKARHKWCS |  | LNKTYEGYWK |  | FCSAEDFANC |  | VFPFWYRRLI |
| YWECTDDGEA |  | FGKKWCSLTK |  | NFNKDRIWKY |  | CE         |  |            |

A: Аланін

C: Цистеїн

D: Аспарагінова кислота

E: Глутамінова кислота

F: Фенілаланін

G: Гліцин

H: Гістидин

I: Ізолейцин

K: Лізин

L: Лейцин

M: Метіонін

N: Аспарагін

P: Пролін

R: Аргінін

S: Серин

T: Треонін

V: Валін

W: Триптофан

Задіяний у такому біологічному процесі, як запліднення. 
Секретований назовні.